# Curt Sachs
Curt Sachs (Berlín, 29 de juny de 1881 – Nova York, 5 de febrer de 1959) va ser un musicòleg alemany i un dels fundadors de l'organologia moderna, la ciència que estudia els instruments musicals. Entre les seves aportacions destaca com a coautor del sistema Sachs-Hornbostel de classificació d'instruments musicals, juntament amb Erich von Hornbostel.
Sachs va estudiar piano, teoria de música i composició. El 1904 va aconseguir el doctorat per la Universitat de Berlín, on posteriorment en seria professor de musicologia, amb una tesi sobre l'obra de Verrocchio, un escultor italià del renaixement. Inicialment desenvolupà una carrera com a historiador d'art, però gradualment es dedicà a l'estudi de la música, fins que va ser nomenat director del Staatliche Instrumentensammlung, institució que posseïa una gran col·lecció d'instruments musicals. Començà la seva etapa al servei de l'organologia reorganitzant i restaurant aquesta col·lecció d'instruments
El 1913, Sachs veia la publicació del seu Real-Lexicon der Musikinstrumente, probablement el tractat més exhaustiu d'instruments musicals escrit en 200 anys. El 1914 ell i Erich Moritz von Hornbostel publicaven l'obra pel qual són probablement ara més coneguts: Zeitschrift für Ethnologie, on proposen un nou sistema de classificació dels instruments musicals. Aquesta classificació es coneix avui com el sistema Sachs-Hornbostel. S'ha anat revisant al llarg dels anys, i ha estat tema d'una de debat, però encara avui és el sistema més àmpliament utilitzat per etnomusicòlegs i organòlegs. Abans de ser desposseït del seu càrrec en la Universitat de Berlín havia tingut molt alumnes, entre ells a Harald Genzmer o Peter Gradenwitz.
El 1933, Sachs va ser desposseït dels seus càrrecs pel Partit Nazi, perquè era jueu. Va marxar a París, i més tard als Estats Units, on s'instal·là a Nova York on va ensenyar a la New York University de 1937 a 1953, i també treballà a la Biblioteca Pública, la New York Public Library.
Va escriure The History of Musical Instruments (1940), un tractat exhaustiu dels instruments musicals de tot el món des d'una perspectiva històrica. Tot i que investigacions més recents han modificat les seves aportacions, encara segueix sent un text fonamental en el camp de l'organologia. També va escriure llibres sobre el ritme i la dansa.
Sachs va morir l'any 1959 a la ciutat de Nova York. L'American Musical Instrument Society té el premi Curt Sachs Award, que es concedeix cada any a les millors contribucions en organologia.